# Муазан, Максим
Макси́м Муаза́н (фр. Maxime Moisand; 11 июня 1990, Гренобль, Франция) — французский профессиональный хоккеист, защитник клуба «Бордо». Игрок сборной Франции по хоккею с шайбой.

## Биография
Максим Муазан профессиональную карьеру начал в клубе «Гренобль». В сезоне 2008/09 стал чемпионом и обладателем кубка и суперкубка Франции по хоккею с шайбой. В 2011 году перешёл в датский «Оденсе Бульдогс», в составе которого провёл 51 игру, забив 3 шайбы и отдав 6 голевых передач и стал серебряным призёром первенства Дании. Сезон 2013/14 начал в казахстанской «Астане», но в январе 2014 года подписал контракт с итальянским клубом «Риттен Спорт», завоевав с ним золотые медали Серии А. С 2014 по 2016 года выступал на родине за «Эпиналь». В 2016 году присоединился к команде «Бордо». За сборную Франции играл на юниорских и молодёжных турнирах, в 2011 году дебютировал на чемпионате мира.